# Dominis János (főpap)
Dominis János Johannes Andreae Militis de Aris (de Dominis) de Arbo (Arbe, Dalmácia, ? – Várna, Bulgária, 1444. november 10.) magyar katolikus főpap.

## Életútja
1432. november 26. (más forrás szerint 1434. július 25.) és 1440 között zenggi megyés püspök. IV. Jenő pápa 1436. március 1-jén magyarországi követévé, augusztus 6-án Ancona és Umana püspökévé nevezte ki, egyidejűleg kinevezte Piranói Lajost zenggi püspökké, de az áthelyezéseket nem hajtották végre. A pápa veszprémi apostoli kormányzónak nevezte ki 1440. február 16-án. Luxemburgi Erzsébet királyné és pártja mindent megtett, hogy a pápát e rendelkezés visszavonására bírják. Ez még ugyanezen év május 9-én megtörtént, amikor a pápa Gatal nembeli Gatalóci Mátyás váci püspököt a veszprémi egyházmegye élére helyezte át.
I. Ulászló király kinevezte váradi püspöknek, amit IV. Jenő pápa 1440. december 2-án jóváhagyott, de 1443–1447(!)-ben a győri püspökök között is megtalálható. Diplomáciai küldetésekben járt. 
1443-ban dőlt le a váradi székesegyház bal tornya és maga alá temette Szent László király fejereklyéjét is. A püspök épségben emelte ki az ereklyét a romok alól és elkezdte a székesegyház újjáépítését. Részt vett a várnai csatában, s amikor a király segítségére sietett őt is megölték.
Utóda Zenggben, mely 1440–1442 között üres, 1442. május 4-étől Zárai Miklós, Váradon 1445. június 1-jétől Vitéz János, Győrött 1445. november 12-étől 1465-ig Salánki Ágoston. 